# Magnolia ernestii
Espèce
Synonymes
- Michelia wilsonii Finet & Gagnep.

Statut de conservation UICN

 DD  : Données insuffisantes
Magnolia ernestii est une espèce de plantes à fleurs de la famille des Magnoliaceae. C'est un arbre endémique de Chine.

## Description
C'est un arbre.

## Répartition et habitat
L'espèce est endémique de Chine.

## Liste des espèces et sous-espèces
Selon World Checklist of Selected Plant Families (WCSP) (31 décembre 2013) :
- Magnolia ernestii Figlar (2000)
  - sous-espèce Magnolia ernestii subsp. ernestii
  - sous-espèce Magnolia ernestii subsp. szechuanica (Dandy) Sima & Figlar (2001)

Selon NCBI (31 décembre 2013) :
- sous-espèce Magnolia ernestii subsp. szechuanica

Selon The Plant List (31 décembre 2013) :
- sous-espèce Magnolia ernestii subsp. ernestii
- sous-espèce Magnolia ernestii subsp. szechuanica (Dandy) Sima & Figlar

Selon Tropicos (31 décembre 2013) (Attention liste brute contenant possiblement des synonymes) :
- sous-espèce Magnolia ernestii subsp. ernestii
- sous-espèce Magnolia ernestii subsp. szechuanica (Dandy) Sima & Figlar